# Farewell My Summer Love
Farewell My Summer Love är ett album av Michael Jackson. I likhet med One Day in Your Life är detta album ett kompilat av arkiverade Jackson-låtar, som släpptes 1984. 
De nio låtarna som finns med är inspelade från 1973 och hade inte blivit släppta tidigare. För att ge albumet ett lite mer 1980-talsljud remixades låtarna något. Albumet nådde 46:e platsen på Billboardlistan. 

## Låtlista
1. "Don't Let It Get You Down" (Larson/Marcellino/Richards)
2. "You've Really Got a Hold On Me" (Robinson/White/Rogers)
3. "Melodie" (Larson/Marcellino/Richards)
4. "Touch The One You Love" (Wayne/Clinton)
5. "Girl You're So Together" (St. Lewis)
6. "Farewell My Summer Love" (St. Lewis)
7. "Call On Me" (Mizell/Mizell)
8. "Here I Am (Come and Take Me)" (Green/Hodges)
9. "To Make My Father Proud" (Crewe/Weiss)

## Kuriosa
Titellåten var inspelad när Michael var 14 men blev en topp 40-låt när sångaren var 25.